# Fred Buscaglione
Ferdinando (Fred) Buscaglione (ur. 23 listopada 1921 w Turynie, zm. 3 lutego 1960 w Rzymie), włoski muzyk, piosenkarz i aktor.
Autor piosenek takich jak: Love in Portofino, Guarda che luna czy Teresa, non sparare.
Ukończył Konserwatorium Giuseppe Verdiego w Turynie. W trakcie studiów grał m.in. na kontrabasie i skrzypcach.
Jego najbardziej znaną rolą jest Fred Bombardone w filmie Noi Duri.
3 lutego 1960 r. w Rzymie, prowadząc swój samochód Ford Thunderbird (któremu poświęcił piosenkę Criminalmente bella), zderzył się z ciężarówką Lancia Esatatu. Zmarł w drodze do szpitala. Został pochowany 6 lutego na turyńskim cmentarzu Cimitero Monumentale, w obecności rzeszy dwudziestu tysięcy osób.
Opowieść o jego życiu w formie przedstawienia-musicalu Roxi Bar przygotował Teatr Muzyczny im. Danuty Baduszkowej w Gdyni.